# Jerzy Kawalec

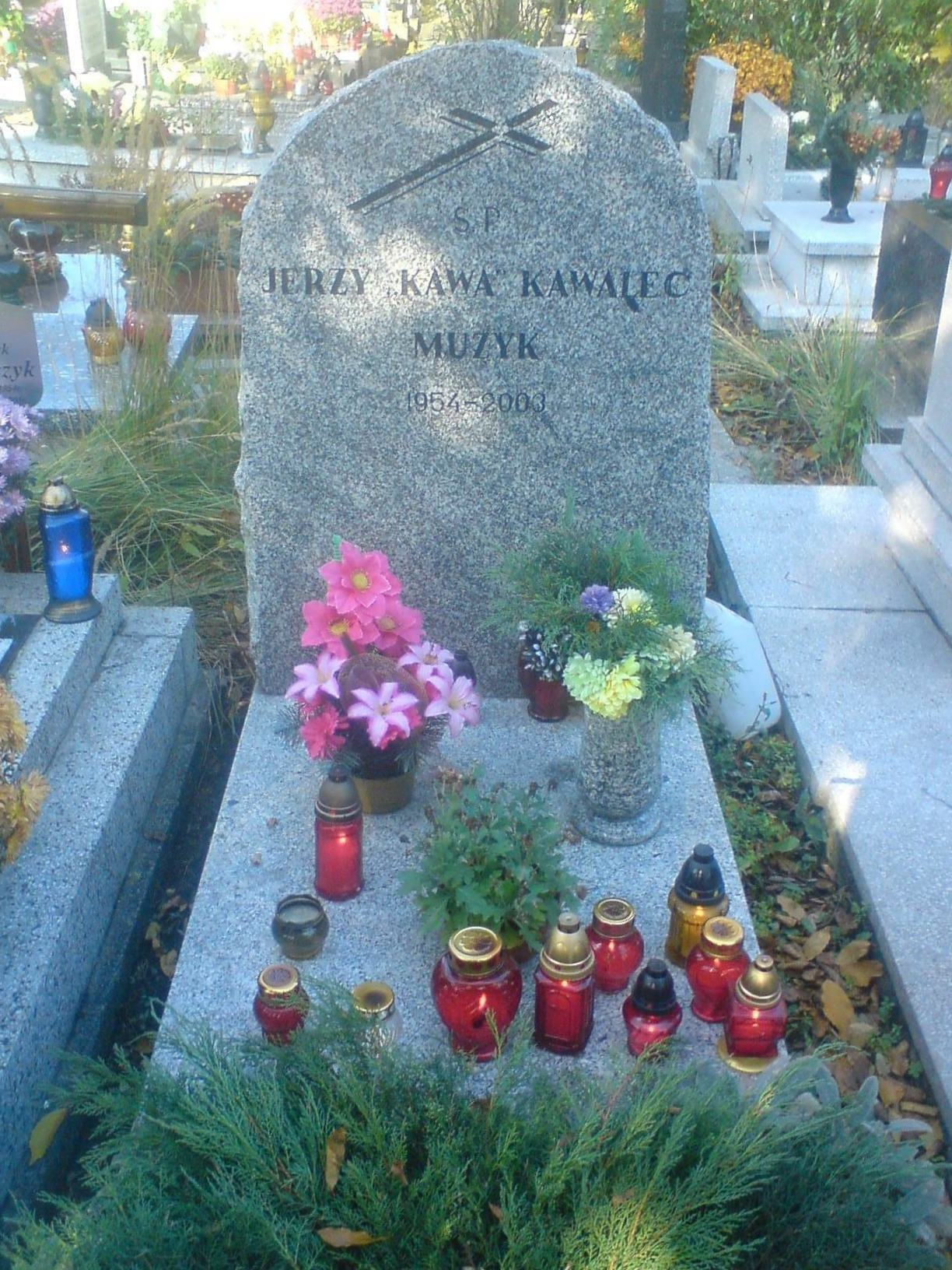
Grób muzyka w Katowicach

Jerzy Janusz „Kawa” Kawalec (ur. 14 maja 1954 w Katowicach, zm. 9 września 2003 w Chorzowie) – polski muzyk, basista zespołu Krzak.
Był uznawany za jednego z najlepszych polskich basistów rockowych. Nagrał ponad 30 płyt.
Współpracował m.in. z: Tomaszem Stańko, Wojciechem Waglewskim, Martyną Jakubowicz, Zbigniewem Hołdysem, zespołami Apogeum, Bezdomne Psy, Czarne Komety z Południa, DDD, Irek Dudek Symphonic Blues, Cree.

## Początki
Jerzy Kawalec, dla przyjaciół „Kawa”, zaczął działalność muzyczną już w szkole. W 1969 r. założył swój pierwszy zespół. Pierwsze poważne sukcesy przypadają na rok 1973, kiedy to powstaje grupa Apogeum, w której Jerzy Kawalec występuje razem z Janem „Kyksem” Skrzekiem, Leszkiem Winderem i Michałem Giercuszkiewiczem. W sierpniu 1975 roku działalność rozpoczął Krzak, czyli zespół najbardziej kojarzony z „Kawą”, któremu muzyk poświęcił większość swojej kariery.

## Krzak
Przez większość swojej kariery Jerzy Kawalec związany był z formacją Krzak. Ta grupa nagrywała głównie utwory instrumentalne. Jej trzon stanowiło czterech muzyków: Jan Błędowski (skrzypce), Leszek Winder (gitara), Andrzej Ryszka (perkusja) i właśnie Jerzy Kawalec (w zespole od 06.1975 do 09.09.2003). Z Krzakiem współpracowała czołówka śląskiej sceny muzycznej: Apostolis „Lakis” Antymos, Irek Dudek, Michał „Gier”, Giercuszkiewicz, Wojciech Karolak, Rafał Rękosiewicz, Ryszard Riedel, Mirosław Rzepa, Ryszard „Skiba” Skibiński, bracia Józef i Jan „Kyks” Skrzekowie, Jorgos Skolias czy Andrzej Urny.
Grupa stanowiła swoisty fenomen muzyki lat 80., mimo że grali muzykę instrumentalną, ich płyty osiągały znaczące sukcesy (m.in. Złote Płyty w czasach, gdy to wyróżnienie przyznawano za sprzedaż aż 160 tys. krążków). Muzycy Krzaka i współpracujący z nimi występowali w chorzowskim klubie „Leśniczówka”.

## Własne inicjatywy
Od 1980 roku Kawa współpracował z Domem Pracy Twórczej Śląskich Artystów Muzyków „Leśniczówka”. Tam zagrał wiele koncertów i poznał przyjaciół na całe życie. W marcu 2000 roku założył zespół Drums Band, z Filipem Danielakiem (perkusja), Tomaszem Lesiem (gitara) oraz Rafałem Rękosiewiczem (Hammond). Grywał też koncerty z grupą Chuligani, u boku Andrzeja Urnego (gitara), Andrzeja Ryszki (perkusja) i Ryszarda Sygitowicza (gitara). Ostatnim zespołem w karierze Kawy było tyskie Cree.

## Dla Kawy
Jerzy Kawalec zmarł w 2003, po kilkuletniej walce z nowotworem złośliwym krtani. Osierocił czworo dzieci.
Niespełna 2 miesiące po jego śmierci Śląskie Stowarzyszenie Artystów i Twórców „SAT” wydało płytę Dla Kawy, z której całkowity dochód przeznaczony został na Fundusz Wspierania Ludzi Sztuki im. Jerzego Kawalca. Na płycie znalazły się obszerne fragmenty występu ‘All Stars Band’ podczas koncertu „Dla Kawy”, który odbył się 21 września 2003 w katowickim Spodku.
Koncert miał w założeniu służyć zebraniu środków na leczenie artysty, ale Kawalec umarł niespełna 2 tygodnie przed nim. Koncertu jednak nie odwołano i poprowadzili go: Wojciech Mann i Darek Maciborek. Wystąpili m.in. TSA, Perfect, Oddział Zamknięty, oraz śląski ‘All Stars Band’, w którego składzie znaleźli się tak wybitni muzycy jak: Jan Błędowski, Filip Danielak, Irek Dudek, Bronisław Duży, Michał Giercuszkiewicz, Krzysztof Głuch, Monika Krawczyk, Marek Raduli, Rafał Rękosiewicz, Andrzej Rusek, Mirosław Rzepa, Jorgos Skolias, Jan „Kyks” Skrzek, Józek Skrzek, Krzysztof Ścierański, Ewa Uryga, Leszek Winder i Roman „Pazur” Wojciechowski.

## Dyskografia
z zespołem Krzak
- 1979 – Muzyka Młodej Generacji – różni artyści, w tym Krzak w utworach 1–4 („Skałki”, „Iluzyt”, „Maszynka”, „Cocker Rock”); MC Wifon NK-516
- 1980 – „Przewrotna samba” / „Dla Fredka”; SP Tonpress KAW S-367
- 1980 – „Funky 608D” / „Kołysanka dla Maciusia”; SP Tonpress KAW S-367
- 1980 – „Czakuś” / „Maszkaron”; SP Tonpress KAW S-187
- 1981 – „Ściepka” / „Drzewo oliwne” / Kansas – „Down the Road” / „Kawa Blues”; EP Tonpress KAW N-62
- 1981 – Blues Rock Band; LP Pronit SX 1912
- 1983 – Paczka; LP Pronit SX 2148
- 1983 – Krzak’i; LP Tonpress SX-T 24
- 1987 – Ostatni koncert – Ryszard Skibiński, Krzak i inni; LP Polskie Nagrania Muza SX 2538
- 1992 – No 5 Live; CD Silton 003
- 2002 – Live in Waltrop; CD, edycja limitowana
- 2002 – Blues Rock Band; CD Polskie Radio/Universal 064 334-2 (reedycja LP z 1981 z bonusami, CD z serii „Niepokonani”)
- 2005 – Live in Waltrop; CD Metal Mind MMP CD 0345 (reedycja)
- 2005 – Paczka +2; CD Metal Mind MMP CD 0355 (reedycja z bonusami)
- 2005 – No 5 Live; CD Metal Mind MMP CD 0367 (reedycja)
- 2005 – Krzak’i; CD Metal Mind MMP CD 0368 (reedycja)
- 2005 – Blues Rock Band; CD Metal Mind MMP CD 0376 (reedycja LP z 1981 z innymi bonusami niż w 2002)
- 2006 – Ostatni koncert – Ryszard Skibiński, Krzak i goście; CD Metal Mind MMP CD 0378 (reedycja LP z 1987 ze zmianami i bonusami)
- 2006 – Radio Koncert; CD Metal Mind MMP CD0377
- 2006 – Pamięci Skiby Jarocin 1983 – Krzak i inni (zapis koncertu w Jarocinie); CD Metal Mind MMP CD 0499

z innymi zespołami
- 1984 – I Ching – w utworach „Człowiek mafii” i „I Ching”
- 1985 – Leszek Winder – Blues Forever; LP 1985 Polskie Nagrania SX 2251; CD-R 2000 edycja autorska, w utworach 1,2, 4-8
- 1988 – Bezdomne Psy – Bezdomne psy; LP Polskie Nagrania Muza SX 2562
- 1989 – Jan „Kyks” Skrzek i Bezdomne Psy – Kyksówka blues; LP 1989 Muza SX 2832; MC 1989 Polskie Nagrania CK-932
- 1989 – Józef Skrzek – Live; LP Muza SX 2767
- 1991 – DDD (Dużo Dobrych Dźwięków) – DDD; CD Polton CDPL 024
- 1997 – Jan „Kyks” Skrzek – Modlitwa bluesmana w pociągu; CD 1997 JS CD001; CD 1999 Pomaton EMI/Scena FM 22824 2 5; MC 1999 Pomaton EMI/Scena FM 22824 4 8; CD 2003 SAT bez numeru (edycja limitowana)
- 2000 – Leszek Winder Przedstawia – Trzy Basy: L.Richter, J.Skrzek, J.Kawalec; CD-R 2000 edycja autorska, w utworach 6 i 7
- 2000 – Leszek Winder Przedstawia – Live in Leśniczówka; CD-R 200 edycja autorska
- 2001 – Leszek Winder – Śląski Blues; CD-R 2001 edycja autorska, w utworach 1–6
- 2002 – Cree – Za tych...; CD 2002 Con Solator & Cree
- 2006 – Bezdomne Psy – Bezdomne Psy; CD Metal Mind CD 502 (reedycja LP z 1988 z bonusami)
- 2008 – Kawa Blues (różni wykonawcy) CD Metal Mind MMP
- 2015 – Leszek Winder 3B, CD Metal Mind MMP